# Almut Grüntuch-Ernst
Almut Grüntuch-Ernst, nata Almut Ernst, (Stoccarda, 1966), è un'architetta tedesca.
Fondatrice dello studio di architettura di Berlino Grüntuch Ernst Architekten nel 1991 insieme a Armand Grüntuch, che firma il contributo tedesco alla Mostra internazionale di architettura di Venezia del 2006.

## Biografia
Cresce a Dithmarschen, un villaggio sulla costa del Mare del Nord, in una famiglia numerosa. Studia all'Università di Stoccarda, poi prosegue la formazione all'Architectural Association di Londra, per la quale ottiene una borsa di studio.
Dopo gli studi, lavora presso loro tudio Alsop & Lyall a Londra, dove conosce Armand Grüntuch. Dopo la caduta del muro di Berlino entrambi decidono di ritrasferirsi in Germania, dove assume il ruolo di assistente di ricerca presso l'Universität der Künste Berlin. Nel 1991 la coppia fonda il proprio studio e nel 1993 ottiene il primo progetto, una scuola per bambini disabili a Berlino-Hellersdorf, commissionata dal Dipartimento dell'edilizia. Questo tipo di edificio era una novità per l'ex DDR. Uno dei suoi progetti più noti è la riqualificazione dell'ex carcere femminile di Charlottenburg, ora trasformato nell'hotel Wilmina, per il quale lo studio ha ricevuto il Premio tedesco per la sostenibilità dell'architettura 2022.
Almut Grüntuch-Ernst è stata commissaria generale del contributo tedesco alla 10ª Biennale Internazionale di Architettura di Venezia (2006). Dal 2011 è docente presso la Università tecnica di Braunschweig e dal 2016 è membro dell'Akademie der Künste. Nel 2024 vince il Premio Roma dell'Accademia Tedesca Roma Villa Massimo.